# Kościół św. Józefa Oblubieńca Najświętszej Maryi Panny w Prusicach
Kościół św. Józefa Oblubieńca Najświętszej Maryi Panny w Prusicach – kościół w Prusicach wybudowany w stylu neoromańskim z cegły licówki.
Kościół wybudowano w 1911 roku jako świątynię protestancką pod wezwaniem Chrystusa Króla. Wnętrze zdobił portal piaskowcowy, oraz duże witraże. W latach 1922 i 1929 został strawiony przez pożar. W 1930 roku został odbudowany. Podczas II wojny światowej był wykorzystywany przez wojska niemieckie jako garnizon. Od 1945 do 1949 roku stał opuszczony aż w został przekazany kościelnym władzom katolickim i erygowany jako kościół Pomocniczy pw. Św. Józefa oblubieńca.